# Stelis glumacea
Stelis glumacea är en orkidéart som beskrevs av John Lindley. Stelis glumacea ingår i släktet Stelis och familjen orkidéer. Inga underarter finns listade i Catalogue of Life.